# Tesuji
Tesuji (jap. 手筋 etwa „Handkniff“ wörtl. „Hand-Linie“) ist ein japanischer Begriff, der in strategischen Brettspielen wie Go oder Shōgi eine grundlegende Zugfolge bezeichnet, die lokal besonders gut funktioniert und eine gewisse Raffinesse mitbringt. Welche Zugfolgen tatsächlich als Tesuji zu gelten haben, ist allerdings nicht eindeutig geregelt, da eine klare Abgrenzung zu immer komplizierteren und spezielleren Zugfolgen hin nicht möglich ist.
Eines der einfachsten Tesuji im Go ist die Treppe oder Leiter (shicho), die meist schon Anfänger in ihren ersten Spielen kennenlernen. Dabei wird eine Gruppe von Steinen immer wieder in „Atari“ gehalten, bis sie schließlich geschlagen werden kann. Auf dem Brett ergibt sich dabei das Bild einer Leiter oder Treppe.
Eines der grundlegenden Tesuji im Shōgi ist der hängende Bauer (tarefu), wobei ein Bauer mit dem Ziel auf das Spielfeld eingesetzt wird, mit dem nächsten Zug von dem Feld vor diesem Bauern anzugreifen.
Ein Tesuji, das nicht korrekt gespielt wird, nennt man Hamete.